# Oinville-sous-Auneau
Oinville-sous-Auneau è un comune francese di 342 abitanti situato nel dipartimento dell'Eure-et-Loir nella regione del Centro-Valle della Loira.

## Società

### Evoluzione demografica
Abitanti censiti